# Aechmea distichantha
La caraguatá, karaguata, planta vaso o cardo chuza (Aechmea distichantha) es una bromeliácea típica del Cerrado en Brasil, nativa del norte de Argentina, Paraguay, Uruguay y el sur de Bolivia. Es frecuentemente usada como ornamental. El ganado come la inflorescencia y la raíz.

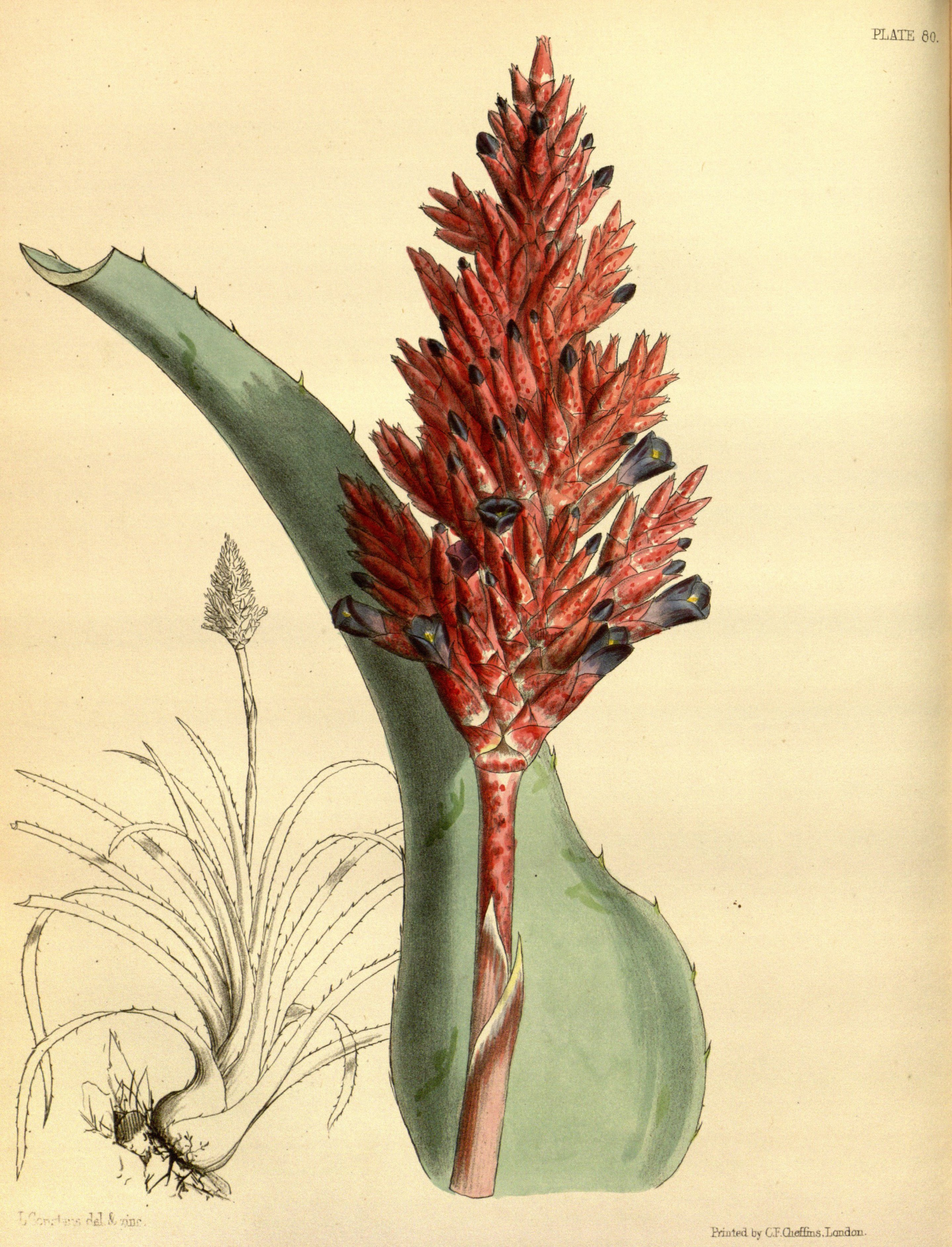
Ilustración

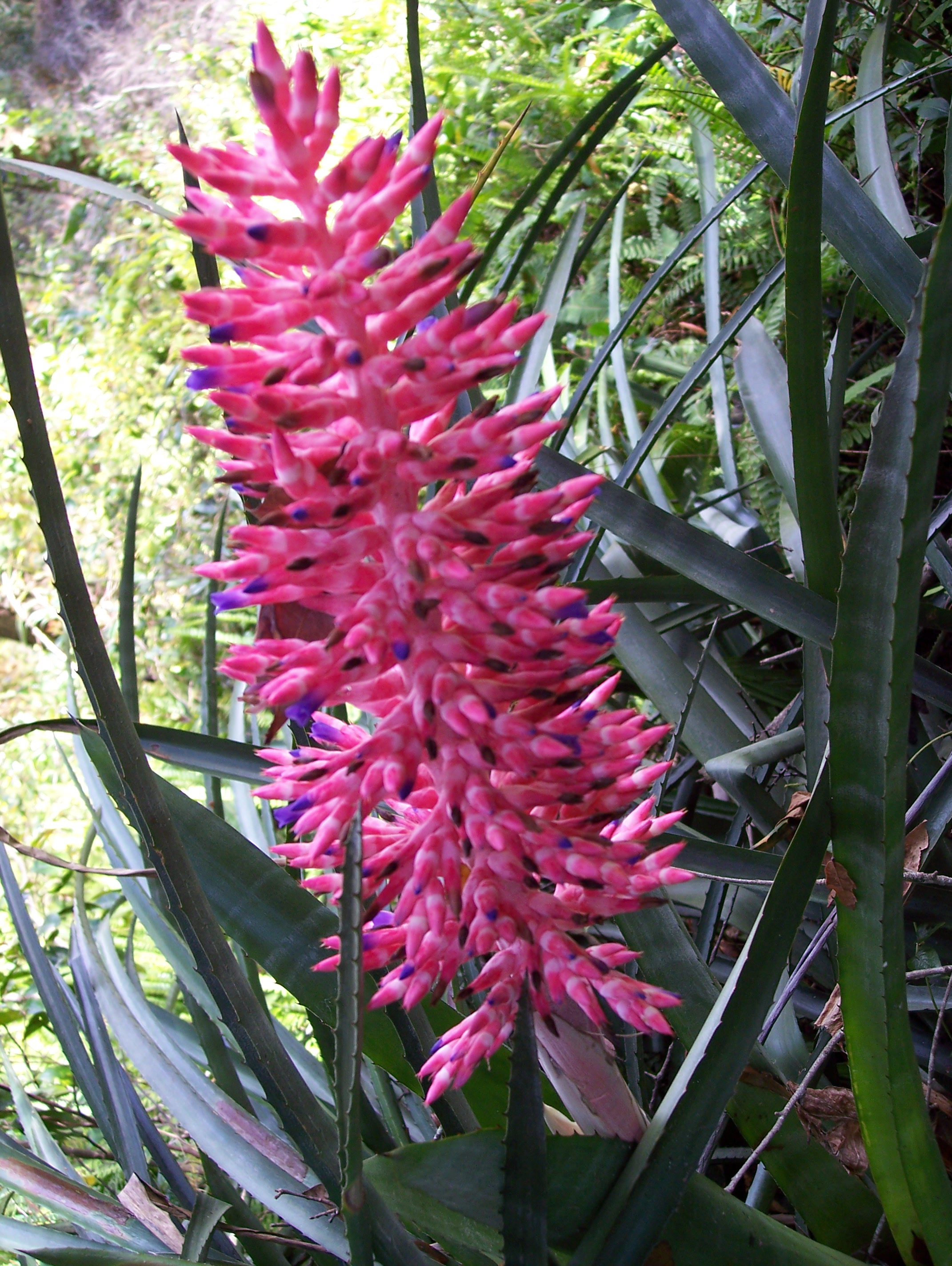
Inflorescencia

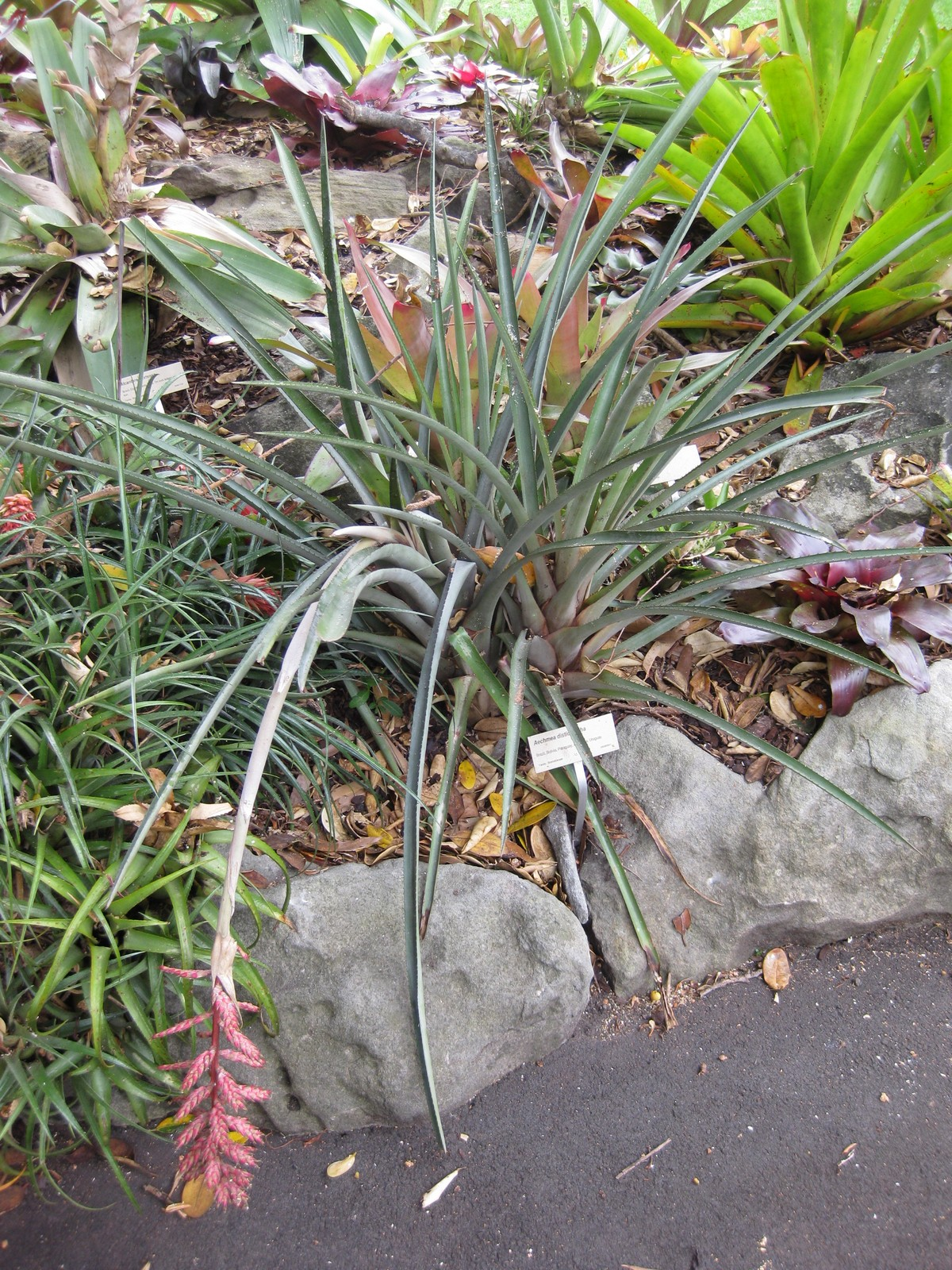
Vista de la planta

## Descripción
Tiene hábitos terrestre, pudiendo ser una epífita facultativa. Tiene uso facultativo en medicina natural, actuando en los chacras 3° y 4° 

## Cultivares
- Aechmea 'Chantichantha'
- Aechmea 'Dawson'
- Aechmea 'Distibachii'
- Aechmea 'Pacifica'
- xNeomea 'Flame'

## Taxonomía
Aechmea distichantha fue descrita por Charles Antoine Lemaire y publicado en Jardin Fleuriste 3: t. 269, f. 1853.
Etimología
Aechmea: nombre genérico que deriva del griego akme ("punta"), en alusión a los picos rígidos con los que está equipado el cáliz.
distichantha: epíteto latino 
Variedades
- Aechmea distichantha var. distichantha  Lem.
- Aechmea distichantha var. glaziovii  (Baker) L.B.Sm.(1943)
- Aechmea distichantha var. schlumbergeri  E.Morren ex Mez (1892)
- Aechmea distichantha var. vernicosa  E.Pereira (1979)

Sinonimia
- Aechmea involucrata Rusby
- Hohenbergia distichantha (Lem.) Baker
- Hoplophytum distichanthum (Lem.) Beer
- Billbergia distichostachya Lem.
- Billbergia polystachya Lindl. & Paxton
- Platyaechmea distichantha (Lem.) L.B.Sm. & W.J.Kress
- Quesnelia disticantha (Lem.) Lindm.

var. distichantha
- Aechmea brasiliensis Regel
- Aechmea excavata Baker
- Aechmea hookeri Lem.
- Aechmea microphylla Mez
- Aechmea myriophylla E.Morren ex Baker
- Aechmea platyphylla Hassl.
- Convolvulus breviflora Spreng.
- Hoplophytum polystachium (Lindl. & Paxton) Beer
- Ipomoea breviflora G. Mey.
- Ipomoea calidicola Standl. & L.O. Williams
- Ipomoea serrulifera Standl. & L.O. Williams
- Nidularium hydrophorum Rojas
- Platyaechmea distichantha f. albiflora (L.B.Sm.) L.B.Sm. & W.J.Kress
- Tillandsia polystachia Vell.

var. glaziovii (Baker) L.B.Sm.
- Aechmea glaziovii Baker
- Aechmea minor E.Morren
- Aechmea pulchella E.Morren ex Mez
- Aechmea regelii Mez
- Hoiriri polystachya (Baker) Kuntze
- Platyaechmea distichantha var. glaziovii (Baker) L.B.Sm. & W.J.Kress

var. schlumbergeri E.Morren ex Mez
- Aechmea grandiceps (Griseb.) Mez
- Aechmea involucrifera Mez
- Aechmea rubra Silveira
- Chevaliera grandiceps Griseb.
- Platyaechmea distichantha var. schlumbergeri (E.Morren ex Mez) L.B.Sm. & W.J.Kress[3][4]